# كلترهند
كَلتَرهُند (بالألمانية: Kalter Hund) وتعني الكلب البارد أو شريحة القنفذ (بالإنجليزية: hedgehog slice) وجبة خفيفة وحلوى شكلاطة غير مطبوخة مسطحة أو مربعة أو على شكل إصبع تشبه السُّميراء (براوني) بالفدج ولكن مع مناطق أفتح وأكثر قتامة بالتناوب. المناطق الداكنة بنكهة الشكلاط والمناطق الأخف هي الكُعَيكات المسحوقة  أو أرز منتفخ أو ما شابهه، مثل المكسرات. عادة ما تحتوي على طبقة من تغطية سكرية من الشكلاط التي يمكن رش جوز الهند عليها أو ما شابهه أو الزبيب.